# Affenpinscher
De affenpinscher is een hondenras, afkomstig uit Duitsland. De Affenpinscher is een waak- en gezelschapshond. Vroeger werd hij ingedeeld bij de ruwharige dwergpinscher. Hij werd reeds in de vijftiende en begin zestiende eeuw door de kunstenaars Jan van Eyck en Albrecht Dürer geportretteerd.

## Uiterlijk
De affenpinscher is meestal zwart, maar er kunnen ook enkele bruine aftekeningen voorkomen. De vacht is op het lichaam hard en dicht, ruwharig op het hoofd met ruige borstelige wenkbrauwen, veel ruig haar rondom de ogen en op de wangen en een kin met een imponerende baard. Aan de hoofdbeharing ontleent het ras de naam. Naast regelmatige kam- en borstelbeurten wordt de vacht gewoonlijk tweemaal per jaar geplukt. Zijn schofthoogte is 25 tot 30 cm.

## Geschiedenis
De affenpinscher is afkomstig uit Duitsland en werd halverwege de 16e eeuw als waakhond voor rijke mensen gebruikt. Daardoor werd hij later ook gezelschapshond.

## Karakter
Het karakter van de affenpinscher is een mengeling van onverschrokkenheid, koppigheid, braafheid en aanhankelijkheid.
Affenpinscher ·
Aidi ·
Anatolische herder ·
Appenzeller sennenhond ·
Argentijnse dog ·
Berner sennenhond ·
Bordeauxdog ·
Boxer ·
Broholmer ·
Bullmastiff ·
Ca de Bou ·
Cane corso ·
Cão da Serra da Estrela ·
Cão de Castro Laboreiro ·
Centraal-Aziatische owcharka ·
Cimarrón Uruguayo ·
Ciobanesc Romanesc de Bucovina ·
Deens-Zweedse boerderijhond ·
Dobermann ·
Dogo Canario ·
Duitse dog ·
Duitse pinscher ·
Dwergpinscher ·
Dwergschnauzer ·
Engelse buldog ·
Entlebucher sennenhond ·
Fila brasileiro ·
Grote Zwitserse sennenhond ·
Hollandse smoushond ·
Hovawart ·
Kaukasische owcharka ·
Kraški ovčar ·
Landseer ECT ·
Leonberger ·
Mastiff ·
Mastín del Pirineo ·
Mastín español ·
Mastino napoletano ·
Middenslagschnauzer ·
Newfoundlander ·
Oostenrijkse pinscher ·
Pyrenese berghond ·
Rafeiro do Alentejo ·
Riesenschnauzer ·
Rottweiler ·
Šarplaninac ·
Shar-pei ·
Sint-bernard ·
Tibetaanse mastiff ·
Tornjak ·
Tosa ·
Zwarte Russische terriër